# Sedat Beriša
Sedat Beriša (in macedone Седат Бериша?; grafia albanese Sedat Berisha; Skopje, 23 settembre 1989) è un calciatore macedone di etnia albanese, difensore svincolato.

## Caratteristiche tecniche
Ricopre il ruolo di difensore centrale, ma può giocare anche come terzino sinistro.

## Carriera

### Club
Il 1º luglio 2015 viene acquistato a titolo definitivo dalla squadra turca del Bursaspor per 80.000 euro.

### Nazionale
Ha giocato nella nazionale macedone Under-21.
Nel 2012 ha giocato una partita con la nazionale maggiore macedone.

## Statistiche

### Presenze e reti nei club
Statistiche aggiornate al 19 maggio 2019.
| Stagione        | Squadra          | Campionato      | Campionato | Campionato | Coppe nazionali | Coppe nazionali | Coppe nazionali | Coppe continentali | Coppe continentali | Coppe continentali | Altre coppe | Altre coppe | Altre coppe | Totale | Totale |
| Stagione        | Squadra          | Comp            | Pres       | Reti       | Comp            | Pres            | Reti            | Comp               | Pres               | Reti               | Comp        | Pres        | Reti        | Pres   | Reti   |
| --------------- | ---------------- | --------------- | ---------- | ---------- | --------------- | --------------- | --------------- | ------------------ | ------------------ | ------------------ | ----------- | ----------- | ----------- | ------ | ------ |
| 2009-gen. 2010  | Sloga Jugomagnat | PL              | 8          | 0          | CM              | 0               | 0               | -                  | -                  | -                  | -           | -           | -           | 8      | 0      |
| gen.-giu. 2010  | Milano Kumanovo  | PL              | 9+1        | 0          | CM              | 0               | 0               | -                  | -                  | -                  | -           | -           | -           | 10     | 0      |
| 2010-2011       | Škendija         | PL              | 30         | 1          | CM              | 0               | 0               | UEL                | -                  | -                  | -           | -           | -           | 30     | 1      |
| 2011-2012       | Škendija         | PL              | 28         | 1          | CM              | 0               | 0               | UCL                | 2                  | 0                  | SM          | 1           | 0           | 31     | 1      |
| 2012-2013       | Škendija         | PL              | 27         | 1          | CM              | 5               | 0               | UEL                | 2                  | 0                  | -           | -           | -           | 34     | 1      |
| 2013-2014       | Metalurg Skopje  | PL              | 19         | 2          | CM              | 4               | 0               | UEL                | 1                  | 0                  | -           | -           | -           | 24     | 2      |
| 2014-2015       | Škendija         | PL              | 20         | 2          | CM              | 0               | 0               | UEL                | 2                  | 0                  | -           | -           | -           | 22     | 2      |
| 2015-gen. 2016  | Škendija         | PL              | 4          | 0          | CM              | 0               | 0               | UEL                | -                  | -                  | -           | -           | -           | 4      | 0      |
| Totale Škendija | Totale Škendija  | Totale Škendija | 109        | 5          |                 | 5               | 0               |                    | 6                  | 0                  |             | 1           | 0           | 121    | 5      |
| gen.-giu. 2016  | Shkupi           | PL              | 10         | 1          | CM              | 0               | 0               | -                  | -                  | -                  | -           | -           | -           | 10     | 1      |
| lug.-set. 2016  | Shkupi           | PL              | 3          | 0          | CM              | 0               | 0               | -                  | -                  | -                  | -           | -           | -           | 3      | 0      |
| 2016-gen. 2017  | Al-Jahra         | PL              | 0          | 0          | CK              | 0               | 0               | -                  | -                  | -                  | -           | -           | -           | 0      | 0      |
| gen.-giu. 2017  | Shkupi           | PL              | 15+2       | 0          | CM              | 0               | 0               | -                  | -                  | -                  | -           | -           | -           | 17     | 0      |
| 2017-gen. 2018  | Shkupi           | PL              | 16         | 0          | CM              | 0               | 0               | -                  | -                  | -                  | -           | -           | -           | 16     | 0      |
| Totale Shkupi   | Totale Shkupi    | Totale Shkupi   | 44+2       | 1+0        |                 | 0               | 0               |                    | -                  | -                  |             | -           | -           | 46     | 1      |
| gen.-giu. 2018  | Vllaznia         | KS              | 18         | 1          | CA              | 0               | 0               | -                  | -                  | -                  | -           | -           | -           | 18     | 1      |
| 2018-gen. 2019  | Tirana           | KS              | 3          | 0          | CA              | 1               | 0               | -                  | -                  | -                  | -           | -           | -           | 4      | 0      |
| gen.-giu. 2019  | Drita            | SL              | 10         | 0          | CK              | 0               | 0               | UCL+UEL            | -                  | -                  | -           | -           | -           | 10     | 0      |
| 2019-gen. 2020  | Drita            | SL              | 4          | 0          | CK              | 0               | 0               | UEL                | -                  | -                  | -           | -           | -           | 4      | 0      |
| Totale Drita    | Totale Drita     | Totale Drita    | 14         | 0          |                 | 0               | 0               |                    | 0                  | 0                  |             | -           | -           | 14     | 0      |
| gen.-giu. 2020  | Struga           | PL              | 1          | 0          | CM              | 1               | 0               | -                  | -                  | -                  | -           | -           | -           | 2      | 0      |
| 2020-2021       | Trepça '89       | SL              | 33         | 3          | CK              | 2               | 0               | -                  | -                  | -                  | -           | -           | -           | 35     | 3      |
| Totale carriera | Totale carriera  | Totale carriera | 258+3      | 12+0       |                 | 13              | 0               |                    | 7                  | 0                  |             | 1           | 0           | 282    | 12     |

### Cronologia presenze e reti in nazionale
| Cronologia completa delle presenze e delle reti in nazionale ― Macedonia | Cronologia completa delle presenze e delle reti in nazionale ― Macedonia | Cronologia completa delle presenze e delle reti in nazionale ― Macedonia | Cronologia completa delle presenze e delle reti in nazionale ― Macedonia | Cronologia completa delle presenze e delle reti in nazionale ― Macedonia | Cronologia completa delle presenze e delle reti in nazionale ― Macedonia | Cronologia completa delle presenze e delle reti in nazionale ― Macedonia | Cronologia completa delle presenze e delle reti in nazionale ― Macedonia |
| Data                                                                     | Città                                                                    | In casa                                                                  | Risultato                                                                | Ospiti                                                                   | Competizione                                                             | Reti                                                                     | Note                                                                     |
| ------------------------------------------------------------------------ | ------------------------------------------------------------------------ | ------------------------------------------------------------------------ | ------------------------------------------------------------------------ | ------------------------------------------------------------------------ | ------------------------------------------------------------------------ | ------------------------------------------------------------------------ | ------------------------------------------------------------------------ |
| 14-12-2012                                                               | Aksu                                                                     | Macedonia                                                                | 1 – 4                                                                    | Polonia                                                                  | Amichevole                                                               | -                                                                        |                                                                          |
| Totale                                                                   |                                                                          | Presenze                                                                 | 1                                                                        |                                                                          | Reti                                                                     | 0                                                                        |                                                                          |

## Palmarès

### Club

#### Competizioni nazionali
- Campionato macedone: 1

Škendija: 2010-2011
- Supercoppa di Macedonia: 1

Škendija: 2011